# Natalya Rudakova
Natalya Rudakova (russisch Наталья Рудакова, Natalja Rudakowa; * 14. Februar 1985 in Leningrad) ist eine amerikanische Schauspielerin und Model russischer Herkunft.

## Leben
Sie wuchs in Leningrad (heute Sankt Petersburg) auf und erhielt dort als Kind zunächst Zeichen- und Schauspielunterricht. Später konnte sie diesen aufgrund der schwierigen Zeiten nach dem Zusammenbruch der Sowjetunion nicht mehr besuchen. Ihre Mutter ging mit ihr jeden Sonntag ins Theater, wo sie eine Begeisterung für Schauspielerei entwickelte. Im Alter von 17 Jahren zog sie aus einer Entscheidung ihrer Mutter heraus nach New York City, wo sie später als Friseurin arbeitete.
Rudakova gab in dem französisch-US-amerikanischen Actionfilm Transporter 3 ihr Filmdebüt. Dort spielt sie als Valentina Tomilenko an der Seite von Auftragsfahrer und Titelheld Frank Martin (Jason Statham) die weibliche Hauptrolle. Sie wurde von Drehbuchautor und Produzent Luc Besson in New York beim Überqueren einer Straße entdeckt. Die Dreharbeiten zum Film begannen wenige Schauspielunterrichtsstunden später.

## Filmografie
- 2008: Transporter 3
- 2009: It’s Not You: Shelly[2]
- 2011: The One – Meine wahre Liebe
- 2014: Waiting for a Train
- 2015: Before the Snow